# Walking on the Chinese wall
Walking on the Chinese wall is de titelsong van Philip Baileys soloalbum Chinese wall uit 1984. Het is geproduceerd door Phil Collins die ook als drummer en achtergrondzanger te horen is. Het lied werd begin 1985 op single uitgebracht als opvolger van Easy Lover, Bailey's duet met Collins. Op de B-kant staat de afsluiter van het album; Children of the Ghetto, een cover van de Britse soulband The Real Thing van wie Collins een heropgenomen (reggae)versie toegestuurd kreeg.

## Achtergrond
Walking on the Chinese wall is gecomponeerd door Roxanne Seeman en Billie Hughes. Zij ontmoetten elkaar vlak nadat Roxanne terugkeerde van haar reis door China en Billie van zijn reis door Japan. Geïnspireerd door het Verre Oosten benaderde Billie Roxanne met de vraag of ze een tekst zou kunnen schijven voor een van zijn nieuwe werken gebaseerd op haar ervaring in China. 
De tekst is gebaseerd op Roxannes bezoek aan de Noord Gate van de Chinese Muur net buiten Beijing en haar studie van de Chinese taal, kunst en cultuur. In de tekst refereert ze naar Book of change (I Ching) en de Red chamber een van de 4 grote Chinese Klassieke literaire werken.
In 1998 bracht Sony Duitsland het Philip Bailey verzamelalbum Walking on the Chinese wall uit.

## Video
De videoclip bij dit nummer werd geregisseerd door Duncan Gibbons en opgenomen in Zuid-Californië.

## Livevertolkingen op televisie
- American Bandstand (1985)
- Black Gold Awards (1986)
- Solid Gold (1985)
- The Today Show (1985)

## Televisievertolkingen
- Dick Clark's Summer Rock 'n Roll
- ESPN Beach Special
- Fantastico Brazil
- Toppop

## Hitnotering
De single haalde de Vlaamse hitparades niet.

### Nederlandse Top 40
| Positie: | 40 | 38 | 40 | uit |

### NederlandseMega Top 50
| Positie: | 31 | 25 | 29 | 32 | 41 | 45 | uit |

### NPO Radio 2 Top 2000
Walking on the Chinese Wall stond alleen in 1999 in de NPO Radio 2 Top 2000, op plek 1720.

## Andere versies
- Het Young Talent Team van het Australische televisieprogramma Young Talent Time coverde het nummer op het Young Talent Team Now and Then 15th Anniversary Album.
- De Italiaanse danceartiest Indiana bracht een Spaanse versie van het nummer, geproduceerd door Christiano Malgioglio in 1992.
- De Italiaanse Eurodancegroep Double You bracht een dansversie van Walking On The Chinese Wall op hun hit 1990's album.